# Olle Laessker
Olle Laessker (ur. 2 kwietnia 1922, zm. 19 września 1992) – szwedzki lekkoatleta, który specjalizował się w biegach sprinterskich oraz w skoku w dal.

## Kariera sportowa
Podczas mistrzostwa Europy w Oslo (1946) zdobył złote medale w skoku w dal (z wynikiem 7,42) oraz w biegu rozstawnym 4 × 100 metrów (z czasem 41,5). W 1946 i 1947 zdobywał złote medale mistrzostw Szwecji w skoku w dal.